# Hässjö socken
Hässjö socken i Medelpad och Ångermanland ingår sedan 1971 i Timrå kommun och motsvarar från 2016 Hässjö distrikt.
Socknens areal är 164,0 kvadratkilometer, varav 156,20 land. År 2000 fanns här 3 208 invånare. Tätorterna Stavreviken och Söråker samt  sockenkyrkan Hässjö kyrka ligger i socknen. 

## Administrativ historik
Hässjö socken har medeltida ursprung. 1637 utbröts Lögdö bruksförsamling som åter uppgick i Hässjö församling 1932.
Vid kommunreformen 1862 övergick socknens ansvar för de kyrkliga frågorna till Hässjö församling och för de borgerliga frågorna bildades Hässjö landskommun. Landskommunen utökades 1952 och uppgick 1971 i Timrå kommun.
1 januari 2016 inrättades distriktet Hässjö, med samma omfattning som församlingen hade 1999/2000.  
Socknen har tillhört fögderier, tingslag och domsagor enligt vad som beskrivs i artikeln Medelpad.  De indelta båtsmännen tillhörde Första Norrlands andradels båtsmanskompani.

## Geografi
Hässjö socken ligger vid Klingerfjärden med Indalsälvens nedersta del i väster. Socknen har dalgångsbygd vid vattnen och är däromkring en kuperad, sjörik skogig kusttrakt.

## Fornlämningar
Från stenåldern ha anträffat lösfynd och från bronsåldern gravrösen av kuströsetyp och gravhögar.

## Namnet
Namnet (1344 Häsium) avser en by eller bygd med en efterled som är plural av sjö syftande på Krigsbysjön och Sunnsjön vid kyrkan. Förleden kan tolkas som innehållande hädh, 'höjdformation' syftande på den höjd kyrkan är ligger på.

## Befolkningsutveckling
| Befolkningsutvecklingen i Hässjö socken 1810–1990                                                        | Befolkningsutvecklingen i Hässjö socken 1810–1990 | Befolkningsutvecklingen i Hässjö socken 1810–1990 | Befolkningsutvecklingen i Hässjö socken 1810–1990 | Befolkningsutvecklingen i Hässjö socken 1810–1990 |
| --- | ------------------------------------------------- | ------------------------------------------------- | ------------------------------------------------- | ------------------------------------------------- |
| |                                                   |                                                   |                                                   |                                                   |
| År |                                                   |                                                   | Folkmängd                                         |                                                   |
| 1810 | 1810                                              |                                                   | 1 278                                             |                                                   |
| 1820 | 1820                                              |                                                   | 1 404                                             |                                                   |
| 1830 | 1830                                              |                                                   | 1 556                                             |                                                   |
| 1840 | 1840                                              |                                                   | 1 631                                             |                                                   |
| 1850 | 1850                                              |                                                   | 1 914                                             |                                                   |
| 1860 | 1860                                              |                                                   | 2 176                                             |                                                   |
| 1870 | 1870                                              |                                                   | 2 503                                             |                                                   |
| 1880 | 1880                                              |                                                   | 2 756                                             |                                                   |
| 1890 | 1890                                              |                                                   | 3 569                                             |                                                   |
| 1900 | 1900                                              |                                                   | 3 787                                             |                                                   |
| 1910 | 1910                                              |                                                   | 3 911                                             |                                                   |
| 1920 | 1920                                              |                                                   | 4 241                                             |                                                   |
| 1930 | 1930                                              |                                                   | 4 493                                             |                                                   |
| 1940 | 1940                                              |                                                   | 4 010                                             |                                                   |
| 1950 | 1950                                              |                                                   | 3 655                                             |                                                   |
| 1960 | 1960                                              |                                                   | 3 193                                             |                                                   |
| 1970 | 1970                                              |                                                   | 2 957                                             |                                                   |
| 1980 | 1980                                              |                                                   | 3 558                                             |                                                   |
| 1990 | 1990                                              |                                                   | 3 408                                             |                                                   |
| Anm: Källor: Umeå universitet - Tabellverket 1749-1859, Demografiska databasen, CEDAR, Umeå universitet. |                                                   |                                                   |                                                   |                                                   |